# Raimonda
Raimonda es una freguesia portuguesa del concelho de Paços de Ferreira, con 3,81 km² de superficie y 2.518 habitantes (2001). Su densidad de población es de 660,9 hab/km².